# تابيو (أسطورة)
تابيو (بالإنجليزية: Tapio)‏ إله الغابة في الأساطير الفنلندية، زوجته ملنجا، وابنه ميريكي، وابنته إلهة الريح توليكي- هم جميعا أرواح الغابة. ومملكة تابو تسمي «تابيولا» وهو لفظ يستخدم في القصائد الفنلندية، عموما، بمعنى الغابة. وهو يرادف تقريبا أرض الأشجار. ولهذا فإننا نجد تابيو أحيانا يساعد التائهين في الغابة، والمتجولين فيها. أما إذا كان في حالة مزاجية سيئة، فإنه يلدغهم ويكتم أنفاسهم حتى الموت. وقد أوحت طبيعته الغامضة إلى الموسيقيين بتأليف السيمفونيات عنها. وهناك اسم آخر لتابيو: هو «کیوبانا» أي ملك الغابة.